# Copa América 2011 (soupisky)
Soupisky na Copa América 2011, která se hrála v Argentině.
| Zlato              | Stříbro             | Bronz           |
| ------------------ | ------------------- | --------------- |
| Uruguay • Soupiska | Paraguay • Soupiska | Peru • Soupiska |

## Skupina A

### Argentina
Hlavní trenér:  Sergio Batista
| Jméno                | Datum narození | Datum úmrtí | Klub               |
| Brankáři             | Brankáři       | Brankáři    | Brankáři           |
| -------------------- | -------------- | ----------- | ------------------ |
| Juan Pablo Carrizo   | 6.5.1984       |             | CA River Plate     |
| Mariano Andújar      | 30.7.1983      |             | Catania FC         |
| Sergio Germán Romero | 22.2.1987      |             | AZ Alkmaar         |
| Obránci              |                |             |                    |
| Ezequiel Garay       | 10.10.1986     |             | Real Madrid        |
| Nicolás Burdisso     | 12.4.1981      |             | AS Řím             |
| Gabriel Milito       | 7.9.1980       |             | FC Barcelona       |
| Javier Zanetti       | 10.8.1973      |             | FC Inter Milán     |
| Nicolás Pareja       | 19.1.1984      |             | FK Spartak Moskva  |
| Javier Mascherano -  | 8.6.1984       |             | FC Barcelona       |
| Marcos Rojo          | 20.3.1990      |             | FK Spartak Moskva  |
| Záložníci            |                |             |                    |
| Pablo Zabaleta       | 16.1.1985      |             | Manchester City FC |
| Esteban Cambiasso    | 18.8.1980      |             | FC Inter Milán     |
| Ángel Di María       | 14.2.1988      |             | Real Madrid        |
| Lucas Biglia         | 30.1.1986      |             | RSC Anderlecht     |
| Javier Pastore       | 20.6.1989      |             | Palermo SSD        |
| Éver Banega          | 29.6.1988      |             | Valencia CF        |
| Fernando Gago        | 10.4.1986      |             | Real Madrid        |
| Útočníci             |                |             |                    |
| Gonzalo Higuaín      | 10.12.1987     |             | Real Madrid        |
| Lionel Messi         | 24.6.1987      |             | FC Barcelona       |
| Carlos Tévez         | 5.2.1984       |             | Manchester City FC |
| Sergio Agüero        | 2.6.1988       |             | Atlético Madrid    |
| Ezequiel Lavezzi     | 3.5.1985       |             | SSC Neapol         |
| Diego Milito         | 12.6.1979      |             | FC Inter Milán     |

### Bolívie
Hlavní trenér:  Gustavo Quinteros
| Jméno              | Datum narození | Datum úmrtí | Klub                        |
| Brankáři           | Brankáři       | Brankáři    | Brankáři                    |
| ------------------ | -------------- | ----------- | --------------------------- |
| Carlos Erwin Arias | 27.4.1980      |             | Makabi Netanja FC           |
| Daniel Vaca        | 3.11.1978      |             | Club The Strongest          |
| Sergio Galarza     | 25.8.1975      |             | Club Blooming               |
| Obránci            |                |             |                             |
| Miguel Ángel Hoyos | 11.3.1981      |             | CD Oriente Petrolero        |
| Luis Gutiérrez     | 15.1.1985      |             | CD Oriente Petrolero        |
| Ronald Rivero      | 29.1.1980      |             | Club Bolívar                |
| Santos Amador      | 6.4.1982       |             | Nacional Potosí             |
| Christian Vargas   | 9.8.1983       |             | CD San José                 |
| Ronald Raldes -    | 20.4.1981      |             | CA Colón                    |
| Záložníci          |                |             |                             |
| Lorgio Álvarez     | 29.6.1978      |             | Club Bolívar                |
| Wálter Flores      | 29.10.1978     |             | Club Bolívar                |
| Ronald García      | 17.12.1980     |             | Club Bolívar                |
| Joselito Vaca      | 12.8.1982      |             | CD Oriente Petrolero        |
| Jaime Robles       | 2.2.1978       |             | Club Aurora                 |
| José Luis Chávez   | 18.5.1986      |             | Club Blooming               |
| Jhasmani Campos    | 10.5.1988      |             | CD Oriente Petrolero        |
| Rudy Cardozo       | 14.2.1990      |             | Club Bolívar                |
| Útočníci           |                |             |                             |
| Edivaldo Hermoza   | 17.11.1985     |             | Associação Naval 1º de Maio |
| Marcelo Moreno     | 18.6.1987      |             | FK Šachtar Doněck           |
| Alcides Peña       | 14.1.1989      |             | CD Oriente Petrolero        |
| Juan Carlos Arce   | 10.4.1985      |             | CD Oriente Petrolero        |
| Ricardo Pedriel    | 19.1.1987      |             | Sivasspor                   |
| Mauricio Saucedo   | 14.8.1985      |             | CD Oriente Petrolero        |

### Kolumbie
Hlavní trenér:  Hernán Darío Gómez
| Jméno                   | Datum narození | Datum úmrtí | Klub                   |
| Brankáři                | Brankáři       | Brankáři    | Brankáři               |
| ----------------------- | -------------- | ----------- | ---------------------- |
| Nelson Ramos            | 23.11.1981     |             | Millonarios FC         |
| Neco Martínez           | 11.7.1982      |             | Once Caldas            |
| Bréiner Castillo        | 5.5.1978       |             | Independiente Medellín |
| Obránci                 |                |             |                        |
| Cristián Zapata         | 30.9.1986      |             | Udinese Calcio         |
| Mario Yepes -           | 13.1.1976      |             | AC Milán               |
| Pablo Armero            | 2.11.1986      |             | Udinese Calcio         |
| Luis Amaranto Perea     | 30.1.1979      |             | Atlético Madrid        |
| Juan David Valencia     | 15.1.1986      |             | Atlético Junior        |
| Juan Camilo Zúñiga      | 14.12.1985     |             | SSC Neapol             |
| Aquivaldo Mosquera      | 22.6.1981      |             | Club América           |
| Záložníci               |                |             |                        |
| Gustavo Bolívar         | 16.4.1985      |             | Deportes Tolima        |
| Yulián Anchico          | 28.5.1984      |             | CF Pachuca             |
| Carlos Sánchez Moreno   | 6.2.1986       |             | Valenciennes FC        |
| Abel Aguilar            | 6.1.1985       |             | Hércules CF            |
| Juan Guillermo Cuadrado | 26.5.1988      |             | Udinese Calcio         |
| Fredy Guarín            | 30.6.1986      |             | FC Porto               |
| Elkin Soto              | 4.8.1980       |             | 1. FSV Mainz 05        |
| Dayro Moreno            | 16.9.1985      |             | Once Caldas            |
| Útočníci                |                |             |                        |
| Radamel Falcao          | 10.2.1986      |             | FC Porto               |
| Hugo Rodallega          | 25.7.1985      |             | Wigan Athletic FC      |
| Teófilo Gutiérrez       | 27.5.1985      |             | Racing Club            |
| Adrián Ramos            | 22.1.1986      |             | Hertha BSC             |
| Jackson Martínez        | 3.10.1986      |             | Chiapas FC             |

### Kostarika
Hlavní trenér:  Ricardo La Volpe
| Jméno              | Datum narození | Datum úmrtí | Klub                         |
| Brankáři           | Brankáři       | Brankáři    | Brankáři                     |
| ------------------ | -------------- | ----------- | ---------------------------- |
| Minor Álvarez      | 14.11.1989     |             | Deportivo Saprissa           |
| Danny Carvajal     | 12.4.1990      |             | Brujas FC                    |
| Leonel Moreira     | 2.4.1990       |             | CS Herediano                 |
| Obránci            |                |             |                              |
| Francisco Calvo    | 8.7.1992       |             | San Jacinto College          |
| Johnny Acosta      | 21.7.1983      |             | LD Alajuelense               |
| José Salvatierra   | 10.10.1989     |             | LD Alajuelense               |
| Heiner Mora        | 20.6.1984      |             | AD Santos                    |
| Allen Guevara      | 16.4.1989      |             | LD Alajuelense               |
| Jorge Gatgens      | 23.7.1988      |             | AD Municipal Pérez Zeledón   |
| Óscar Duarte       | 3.6.1989       |             | Deportivo Saprissa           |
| Pedro Leal         | 31.1.1989      |             | Puntarenas FC                |
| Gilberto Martínez  | 1.10.1979      |             | UC Sampdoria                 |
| Záložníci          |                |             |                              |
| Luis Miguel Valle  | 11.5.1989      |             | LD Alajuelense               |
| David Guzmán       | 18.2.1990      |             | Deportivo Saprissa           |
| Diego Madrigal     | 19.3.1989      |             | Cerro Porteño                |
| Hansell Araúz      | 9.8.1989       |             | Barrio México FC             |
| Kevin Fajardo      | 5.9.1989       |             | AD Santos                    |
| José Miguel Cubero | 14.2.1987      |             | CS Herediano                 |
| Útočníci           |                |             |                              |
| Jorge Castro       | 11.9.1990      |             | CF Universidad de Costa Rica |
| Randall Brenes -   | 12.8.1983      |             | CS Cartaginés                |
| Joel Campbell      | 10.2.1992      |             | Puntarenas FC                |
| Josué Martínez     | 25.3.1990      |             | Deportivo Saprissa           |
| César Elizondo     | 10.2.1988      |             | AD Municipal Pérez Zeledón   |

## Skupina B

### Brazílie
Hlavní trenér:  Mano Menezes
| Jméno           | Datum narození | Datum úmrtí | Klub                             |
| Brankáři        | Brankáři       | Brankáři    | Brankáři                         |
| --------------- | -------------- | ----------- | -------------------------------- |
| Júlio César     | 3.9.1979       |             | FC Inter Milán                   |
| Victor          | 21.1.1983      |             | Grêmio Foot-Ball Porto Alegrense |
| Jefferson       | 30.7.1983      |             | Botafogo FR                      |
| Obránci         |                |             |                                  |
| Dani Alves      | 6.5.1983       |             | FC Barcelona                     |
| Lúcio -         | 8.5.1978       |             | FC Inter Milán                   |
| Thiago Silva    | 22.9.1984      |             | AC Milán                         |
| André Santos    | 8.3.1983       |             | Fenerbahçe SK                    |
| Maicon          | 26.7.1981      |             | FC Inter Milán                   |
| Luisão          | 13.2.1981      |             | Benfica Lisabon                  |
| Adriano Correia | 26.10.1984     |             | FC Barcelona                     |
| David Luiz      | 22.4.1987      |             | Chelsea FC                       |
| Záložníci       |                |             |                                  |
| Lucas Leiva     | 9.1.1987       |             | Liverpool FC                     |
| Ramires         | 24.3.1987      |             | Chelsea FC                       |
| Ganso           | 12.10.1989     |             | Santos FC                        |
| Sandro          | 15.3.1989      |             | Tottenham Hotspur FC             |
| Elano           | 14.6.1981      |             | Santos FC                        |
| Elias           | 16.5.1985      |             | Atlético Madrid                  |
| Lucas Moura     | 13.8.1992      |             | São Paulo FC                     |
| Jádson          | 22.10.1983     |             | FK Šachtar Doněck                |
| Útočníci        |                |             |                                  |
| Robinho         | 25.1.1984      |             | AC Milán                         |
| Alexandre Pato  | 2.9.1989       |             | AC Milán                         |
| Neymar          | 5.2.1992       |             | Santos FC                        |
| Fred            | 3.10.1983      |             | Fluminense FC                    |

### Ekvádor
Hlavní trenér:  Reinaldo Rueda
| Jméno                 | Datum narození | Datum úmrtí                        | Klub                    |
| Brankáři              | Brankáři       | Brankáři                           | Brankáři                |
| --------------------- | -------------- | ---------------------------------- | ----------------------- |
| Marcelo Elizaga       | 19.4.1972      |                                    | SD Quito                |
| Máximo Banguera       | 16.12.1985     |                                    | Barcelona SC            |
| Alexander Domínguez   | 5.6.1987       |                                    | LDU Quito               |
| Obránci               |                |                                    |                         |
| Geovanny Caicedo      | 28.3.1981      |                                    | LDU Quito               |
| Frickson Erazo        | 5.5.1988       |                                    | CD El Nacional          |
| Luis Checa            | 21.12.1983     |                                    | SD Quito                |
| Néicer Reasco         | 23.7.1977      |                                    | LDU Quito               |
| Geovanny Nazareno     | 17.1.1988      |                                    | Barcelona SC            |
| Norberto Araujo       | 13.10.1978     |                                    | LDU Quito               |
| Diego Calderón        | 26.10.1986     |                                    | LDU Quito               |
| Gabriel Achilier      | 24.3.1985      |                                    | CS Emelec               |
| Záložníci             |                |                                    |                         |
| Oswaldo Minda         | 26.7.1983      |                                    | SD Quito                |
| Christian Noboa       | 9.4.1985       |                                    | FK Rubin Kazaň          |
| Walter Ayoví -        | 11.8.1979      |                                    | CF Monterrey            |
| Segundo Castillo      | 15.5.1982      |                                    | SD Quito                |
| David Quiroz          | 8.9.1982       |                                    | CS Emelec               |
| Luis Antonio Valencia | 4.8.1985       |                                    | Manchester United FC    |
| Útočníci              |                |                                    |                         |
| Michael Arroyo        | 23.4.1987      |                                    | San Luis FC             |
| Édison Méndez         | 16.3.1979      |                                    | CS Emelec               |
| Felipe Caicedo        | 5.9.1988       |                                    | Levante UD              |
| Christian Benítez     | 1.5.1986       | 29. července 2013 (ve věku 27 let) | Santos Laguna           |
| Edson Montaño         | 15.3.1991      |                                    | KAA Gent                |
| Narciso Mina          | 25.11.1982     |                                    | Independiente del Valle |

### Paraguay
Hlavní trenér:  Gerardo Martino
| Jméno                | Datum narození | Datum úmrtí | Klub                      |
| Brankáři             | Brankáři       | Brankáři    | Brankáři                  |
| -------------------- | -------------- | ----------- | ------------------------- |
| Justo Villar -       | 30.6.1977      |             | Real Valladolid           |
| Diego Barreto        | 16.7.1981      |             | Cerro Porteño             |
| Gatito Fernández     | 29.3.1988      |             | Racing Club               |
| Obránci              |                |             |                           |
| Darío Verón          | 26.7.1979      |             | Club Universidad Nacional |
| Iván Piris           | 10.3.1989      |             | Cerro Porteño             |
| Elvis Marecos        | 15.2.1980      |             | Club Guaraní              |
| Antolín Alcaraz      | 30.7.1982      |             | Wigan Athletic FC         |
| Marcos Cáceres       | 5.5.1986       |             | Racing Club               |
| Paulo da Silva       | 1.2.1980       |             | Real Zaragoza             |
| Aureliano Torres     | 16.6.1982      |             | CA San Lorenzo de Almagro |
| Záložníci            |                |             |                           |
| Édgar Barreto        | 15.7.1984      |             | Atalanta BC               |
| Osvaldo Martínez     | 8.4.1986       |             | CF Monterrey              |
| Jonathan Santana     | 19.10.1981     |             | Kayserispor               |
| Enrique Vera         | 10.3.1979      |             | LDU Quito                 |
| Víctor Cáceres       | 25.3.1985      |             | Club Libertad             |
| Cristian Riveros     | 16.10.1982     |             | Sunderland AFC            |
| Néstor Ortigoza      | 7.10.1984      |             | CA San Lorenzo de Almagro |
| Marcelo Estigarribia | 21.9.1987      |             | CA Newell's Old Boys      |
| Hernán Pérez         | 25.2.1989      |             | Villarreal CF             |
| Útočníci             |                |             |                           |
| Pablo Zeballos       | 4.3.1986       |             | Club Olimpia              |
| Roque Santa Cruz     | 16.8.1981      |             | Blackburn Rovers FC       |
| Nelson Haedo Valdez  | 28.11.1983     |             | Hércules CF               |
| Lucas Barrios        | 13.11.1984     |             | Borussia Dortmund         |

### Venezuela
Hlavní trenér:  César Farías
| Jméno               | Datum narození | Datum úmrtí | Klub                                |
| Brankáři            | Brankáři       | Brankáři    | Brankáři                            |
| ------------------- | -------------- | ----------- | ----------------------------------- |
| Renny Vega          | 4.7.1979       |             | Caracas FC                          |
| Leonardo Morales    | 7.7.1978       |             | Deportivo Anzoátegui SC             |
| Dani Hernández      | 29.10.1985     |             | Real Murcia                         |
| Obránci             |                |             |                                     |
| José Luis Granados  | 22.10.1986     |             | Deportivo La Guaira                 |
| José Manuel Rey     | 20.5.1975      |             | ACCD Mineros de Guayana             |
| Oswaldo Vizcarrondo | 31.5.1984      |             | Deportivo Anzoátegui SC             |
| Gabriel Cichero     | 25.4.1984      |             | CA Newell's Old Boys                |
| Roberto Rosales     | 20.11.1988     |             | FC Twente                           |
| Grenddy Perozo      | 25.5.1985      |             | Boyacá Chicó FC                     |
| Alexander González  | 13.9.1992      |             | Caracas FC                          |
| Záložníci           |                |             |                                     |
| Giácomo Di Giorgi   | 24.2.1981      |             | Deportivo Anzoátegui SC             |
| Tomás Rincón        | 13.1.1988      |             | Hamburger SV                        |
| Yohandry Orozco     | 19.3.1991      |             | VfL Wolfsburg                       |
| César González      | 10.1.1982      |             | Club de Gimnasia y Esgrima La Plata |
| Luis Manuel Seijas  | 23.6.1986      |             | Independiente Santa Fe              |
| Franklin Lucena     | 20.2.1981      |             | Caracas FC                          |
| Juan Arango -       | 16.5.1980      |             | Borussia Mönchengladbach            |
| Jesús Meza          | 6.1.1986       |             | Zamora FC                           |
| Útočníci            |                |             |                                     |
| Miku                | 19.8.1985      |             | Getafe CF                           |
| Giancarlo Maldonado | 29.6.1982      |             | Atlante FC                          |
| Alejandro Moreno    | 9.7.1979       |             | CD Chivas USA                       |
| Daniel Arismendi    | 4.7.1982       |             | Deportivo Anzoátegui SC             |
| José Salomón Rondón | 16.9.1989      |             | Málaga CF                           |

## Skupina C

### Chile
Hlavní trenér:  Claudio Borghi
| Jméno            | Datum narození | Datum úmrtí | Klub                          |
| Brankáři         | Brankáři       | Brankáři    | Brankáři                      |
| ---------------- | -------------- | ----------- | ----------------------------- |
| Claudio Bravo -  | 13.4.1983      |             | Real Sociedad                 |
| Miguel Pinto     | 4.7.1983       |             | Atlas FC                      |
| Paulo Garcés     | 2.8.1984       |             | CD Universidad Católica       |
| Obránci          |                |             |                               |
| Francisco Silva  | 11.2.1986      |             | CD Universidad Católica       |
| Waldo Ponce      | 4.12.1982      |             | Cruz Azul                     |
| Pablo Contreras  | 9.11.1978      |             | PAOK Soluň                    |
| Arturo Vidal     | 22.5.1987      |             | Bayer 04 Leverkusen           |
| Marco Estrada    | 28.5.1983      |             | Montpellier HSC               |
| Gary Medel       | 3.8.1987       |             | Sevilla FC                    |
| Gonzalo Jara     | 29.8.1985      |             | West Bromwich Albion FC       |
| Záložníci        |                |             |                               |
| Mauricio Isla    | 12.6.1988      |             | Udinese Calcio                |
| Carlos Carmona   | 21.2.1987      |             | Atalanta BC                   |
| Jorge Valdivia   | 19.10.1983     |             | Sociedade Esportiva Palmeiras |
| Luis Jiménez     | 17.6.1984      |             | Cesena FC                     |
| Matías Fernández | 15.5.1986      |             | Sporting CP                   |
| Rodrigo Millar   | 3.11.1981      |             | Colo-Colo                     |
| Felipe Gutiérrez | 8.10.1990      |             | CD Universidad Católica       |
| Útočníci         |                |             |                               |
| Alexis Sánchez   | 19.12.1988     |             | Udinese Calcio                |
| Humberto Suazo   | 10.5.1981      |             | CF Monterrey                  |
| Jean Beausejour  | 1.6.1984       |             | Birmingham City FC            |
| Gonzalo Fierro   | 21.3.1983      |             | CR Flamengo                   |
| Carlos Muñoz     | 21.4.1989      |             | Santiago Wanderers            |
| Esteban Paredes  | 1.8.1980       |             | Colo-Colo                     |

### Mexiko
Hlavní trenér:  Luis Fernando Tena
| Jméno                   | Datum narození | Datum úmrtí | Klub                      |
| Brankáři                | Brankáři       | Brankáři    | Brankáři                  |
| ----------------------- | -------------- | ----------- | ------------------------- |
| Luis Ernesto Michel -   | 21.7.1979      |             | CD Guadalajara            |
| Liborio Sánchez         | 9.10.1989      |             | Club Deportivo Veracruz   |
| Carlos Felipe Rodríguez | 3.4.1989       |             | CA Morelia                |
| Obránci                 |                |             |                           |
| Kristian Álvarez        | 20.4.1992      |             | CD Guadalajara            |
| Oswaldo Alanís          | 18.3.1989      |             | Tecos FC                  |
| Dárvin Chávez           | 21.11.1989     |             | Atlas FC                  |
| Néstor Araujo           | 29.8.1991      |             | Cruz Azul                 |
| Miguel Ángel Ponce      | 12.4.1989      |             | CD Guadalajara            |
| Héctor Reynoso          | 3.10.1980      |             | CD Guadalajara            |
| Hiram Mier              | 25.8.1989      |             | CF Monterrey              |
| Paul Aguilar            | 6.3.1986       |             | CF Pachuca                |
| Diego Reyes             | 19.9.1992      |             | Club América              |
| Záložníci               |                |             |                           |
| Diego de Buen           | 13.7.1991      |             | Club Universidad Nacional |
| Antonio Gallardo        | 19.4.1989      |             | CD Guadalajara            |
| Carlos Orrantia         | 1.2.1991       |             | Club Universidad Nacional |
| Javier Aquino           | 11.2.1990      |             | Cruz Azul                 |
| Jorge Enríquez          | 8.1.1991       |             | CD Guadalajara            |
| Édgar Pacheco           | 22.1.1990      |             | Atlas FC                  |
| Útočníci                |                |             |                           |
| Ulises Dávila           | 23.6.1991      |             | CD Guadalajara            |
| Rafael Márquez Lugo     | 2.11.1981      |             | CA Morelia                |
| Giovani dos Santos      | 11.5.1989      |             | Racing de Santander       |
| Oribe Peralta           | 12.1.1984      |             | Santos Laguna             |
| Alan Pulido             | 8.3.1991       |             | Tigres UANL               |

### Peru
Hlavní trenér:  Sergio Markarián
| Jméno                | Datum narození | Datum úmrtí | Klub                                            |
| Brankáři             | Brankáři       | Brankáři    | Brankáři                                        |
| -------------------- | -------------- | ----------- | ----------------------------------------------- |
| Raúl Fernández       | 6.10.1985      |             | Club Universitario de Deportes                  |
| Salomón Libman       | 25.2.1984      |             | Alianza Lima                                    |
| Leao Butrón          | 6.3.1977       |             | Club Deportivo Universidad San Martín de Porres |
| Obránci              |                |             |                                                 |
| Alberto Rodríguez    | 31.3.1984      |             | SC Braga                                        |
| Santiago Acasiete    | 22.10.1977     |             | UD Almería                                      |
| Walter Vílchez       | 20.2.1982      |             | Club Sporting Cristal                           |
| Renzo Revoredo       | 11.5.1986      |             | Club Universitario de Deportes                  |
| Aldo Corzo           | 20.5.1989      |             | Club Deportivo Universidad San Martín de Porres |
| Giancarlo Carmona    | 8.10.1985      |             | CA San Lorenzo de Almagro                       |
| Yoshimar Yotún       | 7.4.1990       |             | Club Sporting Cristal                           |
| Christian Ramos      | 4.11.1988      |             | Alianza Lima                                    |
| Záložníci            |                |             |                                                 |
| Adán Balbín          | 13.10.1986     |             | Club Deportivo Universidad San Martín de Porres |
| Josepmir Ballón      | 21.3.1988      |             | CA River Plate                                  |
| Michael Guevara      | 10.6.1984      |             | Sport Boys Association                          |
| Rinaldo Cruzado      | 21.9.1984      |             | Club Juan Aurich                                |
| Carlos Lobatón       | 6.2.1980       |             | Club Sporting Cristal                           |
| Antonio Gonzales     | 16.5.1986      |             | Club Universitario de Deportes                  |
| Útočníci             |                |             |                                                 |
| Juan Manuel Vargas - | 5.10.1983      |             | ACF Fiorentina                                  |
| Paolo Guerrero       | 1.1.1984       |             | Hamburger SV                                    |
| Raúl Ruidíaz         | 25.7.1990      |             | Club Universitario de Deportes                  |
| Luis Advíncula       | 2.3.1990       |             | Club Sporting Cristal                           |
| William Chiroque     | 10.3.1980      |             | Club Juan Aurich                                |
| André Carrillo       | 14.6.1991      |             | Alianza Lima                                    |

### Uruguay
Hlavní trenér:  Óscar Tabárez
| Jméno                  | Datum narození | Datum úmrtí | Klub                   |
| Brankáři               | Brankáři       | Brankáři    | Brankáři               |
| ---------------------- | -------------- | ----------- | ---------------------- |
| Fernando Muslera       | 16.6.1986      |             | SS Lazio               |
| Juan Castillo          | 17.4.1978      |             | Colo-Colo              |
| Martín Silva           | 25.3.1983      |             | Defensor Sporting      |
| Obránci                |                |             |                        |
| Diego Lugano -         | 2.11.1980      |             | Fenerbahçe SK          |
| Diego Godín            | 16.2.1986      |             | Atlético Madrid        |
| Sebastián Coates       | 7.10.1990      |             | Nacional Montevideo    |
| Mauricio Victorino     | 11.10.1982     |             | Cruzeiro Esporte Clube |
| Álvaro Pereira         | 28.11.1985     |             | FC Porto               |
| Maximiliano Pereira    | 8.6.1984       |             | Benfica Lisabon        |
| Andrés Scotti          | 14.12.1975     |             | Colo-Colo              |
| Martín Cáceres         | 7.4.1987       |             | Sevilla FC             |
| Záložníci              |                |             |                        |
| Walter Gargano         | 23.7.1984      |             | SSC Neapol             |
| Cristian Rodríguez     | 30.9.1985      |             | FC Porto               |
| Sebastián Eguren       | 8.1.1981       |             | Sporting de Gijón      |
| Nicolás Lodeiro        | 21.3.1989      |             | AFC Ajax               |
| Diego Pérez            | 18.5.1980      |             | Bologna FC 1909        |
| Egidio Arévalo         | 27.9.1982      |             | Botafogo FR            |
| Álvaro Rafael González | 29.10.1984     |             | SS Lazio               |
| Útočníci               |                |             |                        |
| Luis Suárez            | 24.1.1987      |             | Liverpool FC           |
| Diego Forlán           | 19.5.1979      |             | Atlético Madrid        |
| Sebastián Abreu        | 17.10.1976     |             | Botafogo FR            |
| Abel Hernández         | 8.8.1990       |             | Palermo SSD            |
| Edinson Cavani         | 14.2.1987      |             | SSC Neapol             |